# Elwick (Durham)
Elwick es una parroquia civil y un pueblo de Hartlepool, en el condado ceremonial de Durham (Inglaterra).

## Geografía
Según la Oficina Nacional de Estadística británica, Elwick tiene una superficie de 24,67 km².

## Demografía
Según el censo de 2001, Elwick tenía 696 habitantes (50,14% varones, 49,86% mujeres) y una densidad de población de 28,21 hab/km². El 18,68% eran menores de 16 años, el 73,71% tenían entre 16 y 74, y el 7,61% eran mayores de 74. La media de edad era de 42,3 años. Del total de habitantes con 16 o más años, el 17,14% estaban solteros, el 70,67% casados, y el 12,19% divorciados o viudos.
Todos los habitantes eran de raza blanca y la mayor parte (98,41%) originarios del Reino Unido. El resto (1,59%) habían nacido en cualquier otro lugar, exceptuando los países europeos. El cristianismo era profesado por el 88,07%, mientras que el 7,76% no eran religiosos y el 4,17% no marcaron ninguna opción en el censo.
Había 285 hogares con residentes y 12 sin ocupar.